# سام سليك
سام سليك هو شخصية أنشأها توماس تشاندلر هاليبرتون عام 1835 وهو قاضِ ومؤلف من نوڤا سكوشا، بسخريتهِ وطرافتهِ وصوت يانكي، طرح سام سليك من سليك سيڤيل وجهات نظرة حول "الطبيعة البشرية" في عمود منتظم في نوفا سكوشا ونُشرت الرسومات الإحدى والعشرون في مجموعة بعنوان "صانع الساعات أو أقوال وأفعال صموئيل سليك من سليك سيفيل وهي السلسلة الأولى عام 1836 مستكملة بإثني عشر رسمة إضافية غير منشورة أو جديدة. كان الكتاب في كندا الأكثر شعبية مبيعًا ودوليًا وكان يتمتع بشعبية كبيرة جدًا ليس فقط في نوفا سكوشا ولكن في بريطانيا والولايات المتحدة الأمريكية أيظًا.
سجل تعليق سام سليك الحكيم على الحياة الأستعمارية لنوفا سكوشا والعلاقات مع الولايات المتحدة الأمريكية ملاحظة مع القُراء مما أدى إلى سلسلة ثانية عام 1838 والثالثه عام 1840 ، سخرت الرسومات الهزلية من الكنديين والأمريكيين وجعلت هالبيرتون أحد أشهر كُتَّاب القصص المصورة باللغة الأنجليزية في تلك الحقبة، جعلت " صانع الساعات " (الذي تمت ترجمتة للألمانية أيظًا ) هالبيرتون كأحد مؤسسي الفكاهة في أمريكا الشمالية . كما يُلاحظ أرثر سكوبي في الموسوعة الكندية أن قصص "صانع الساعات " أثبتت بأنها الأكثر شعبية وسخرية وأنها قد أثرت على الفكاهة الأمريكية بقدر تأثيرها على الكندية."